# Souhalia Alamou
Souhalia Alamou, född 31 december 1979, är en friidrottare från Benin. Han deltog vid olympiska sommarspelen 2004.